# سیاه‌خروس دم‌سیخ بزرگ
سیاه‌خروس دم‌سیخ بزرگ (نام علمی: Centrocercus urophasianus)، که همچنین به عنوان تیغ‌مرغ شناخته شده‌است، بزرگترین سیاه‌خروس در شمال آمریکا است. محدوده آن بوته‌های درمنه در غرب ایالات متحده و جنوب آلبرتا و ساسکاچوان، کانادا است. این گونه به سادگی سیاه‌خروس دم‌سیخ شناخته می‌شد تا اینکه گونهٔ سیاه‌خروس دم‌سیخ کوچک در سال ۲۰۰۰ به عنوان یک گونه جداگانه به رسمیت شناخته شد جمعیت حوزه مونو نیز ممکن است سیاه‌خروس دم‌سیخ متمایزی باشد.

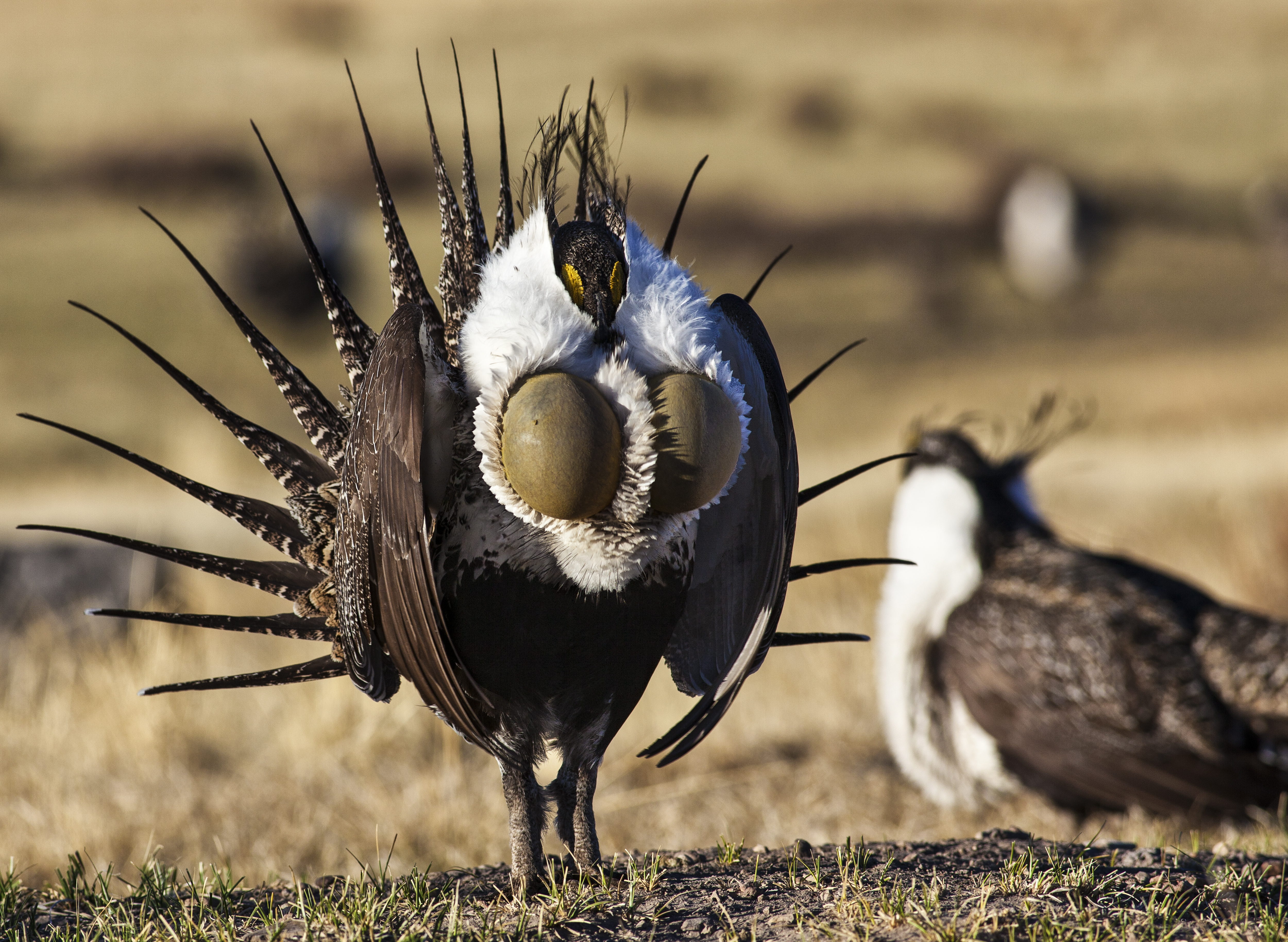
یک نر با کیسه‌های گلویی بادکرده

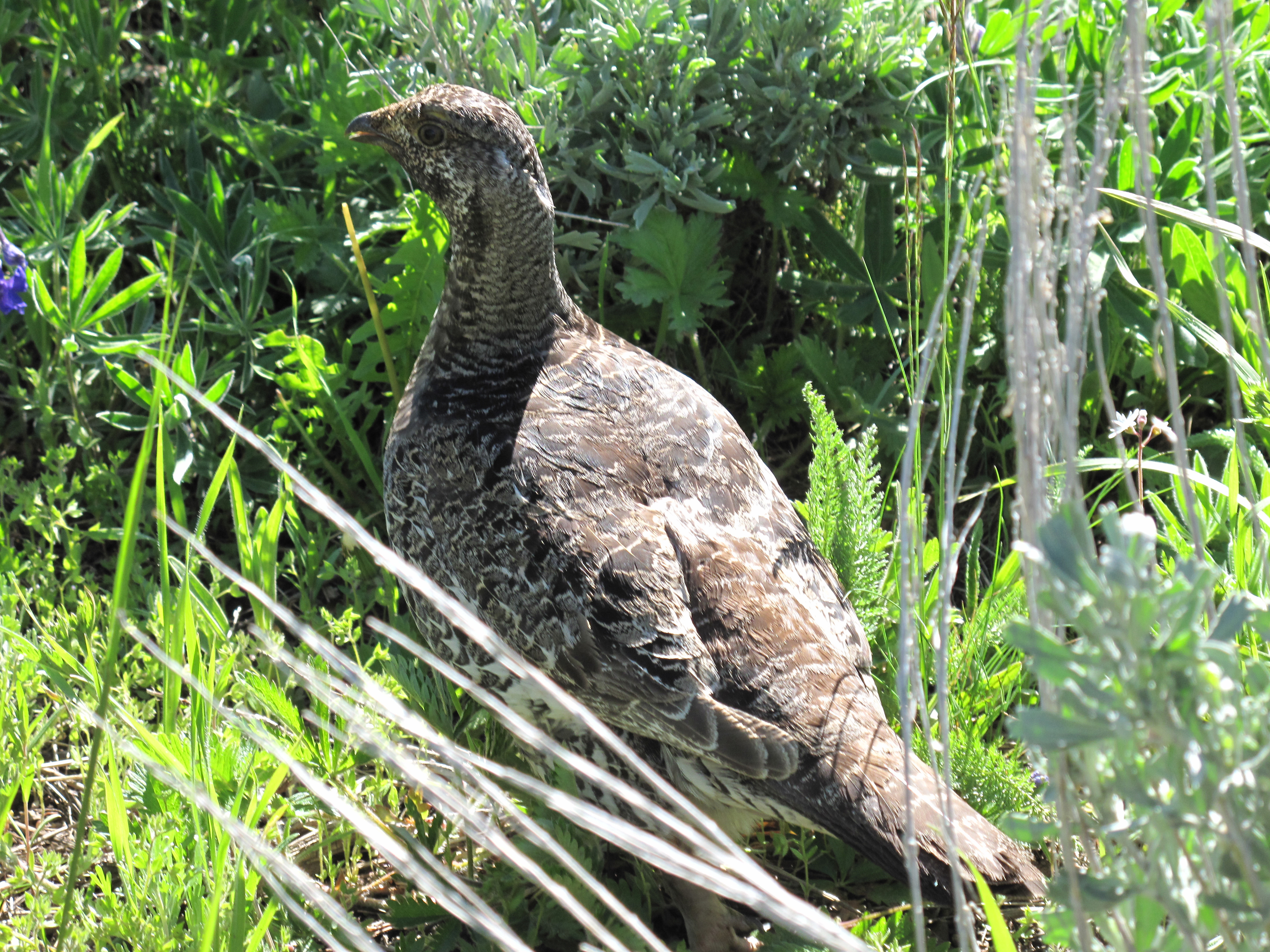
یک سیاه‌خروس دم‌سیخ بزرگ ماده